# Castillo de San Felipe
El Castillo de San Felipe je památkově chráněná vojenská pevnůstka na pobřeží Atlantského oceánu v chráněné oblasti Castillo San Felipe u pláže Playa Jardin ve městě Puerto de la Cruz v comarce Valle de La Orotava na ostrově Tenerife na Kanárských ostrovech ve Španělsku. Nachází se u ústí rokle Barranco de San Felipe, od které je odvozen její název.

## Historie a popis místa
Zděný Castillo de San Felipe, který je postaven v koloniálním stylu, byl jednou ze 4 pevností, které sloužily k obraně města Puerta de la Cruz. Začal se stavět v roce 1599 jako plošina vybavená malými děly, které se již osvědčily v minulosti při odrážení pirátského útoku 5 lodí. Stavba dalšího rozšíření pevnosti byla dokončena v roce 1604, a od té doby sloužila jako obranná základna proti případným korzárům, kteří hledali útočiště v přístavním molu. V roce 1878 byla pevnost předána městské radě, aby ji využívala jako lazaret a ošetřovnu a později i jako skladiště, střelnici nebo restaurace. Nakonec byla v roce 1924 prohlášena za nevyhovující pro potřeby armády a uzavřena. El Castillo de San Felipe má pětiúhelníkový půdorys, a původně byl obehnán příkopem a vybaven padacím mostem a měl dvě patra, z nichž druhé bylo určeno pro cca 35 vojáků. Ve výbavě byla tři děla. Současná podoba je výsledkem přestavby z 19. století. Od 22. dubna 1949 je kulturního památkou Španělska a později i UNESCO. Na konci 20. století došlo k důkladné rekonstrukci, která místo proměnila v městské kulturní centrum a dějiště hudebních koncertů a uměleckých výstav.

## Další informace
Vnější části jsou celoročně volně přístupné. Přibližně padesát metrů od hradu se zachoval starý sklad střelného prachu neboli Polvorín.

## Galerie

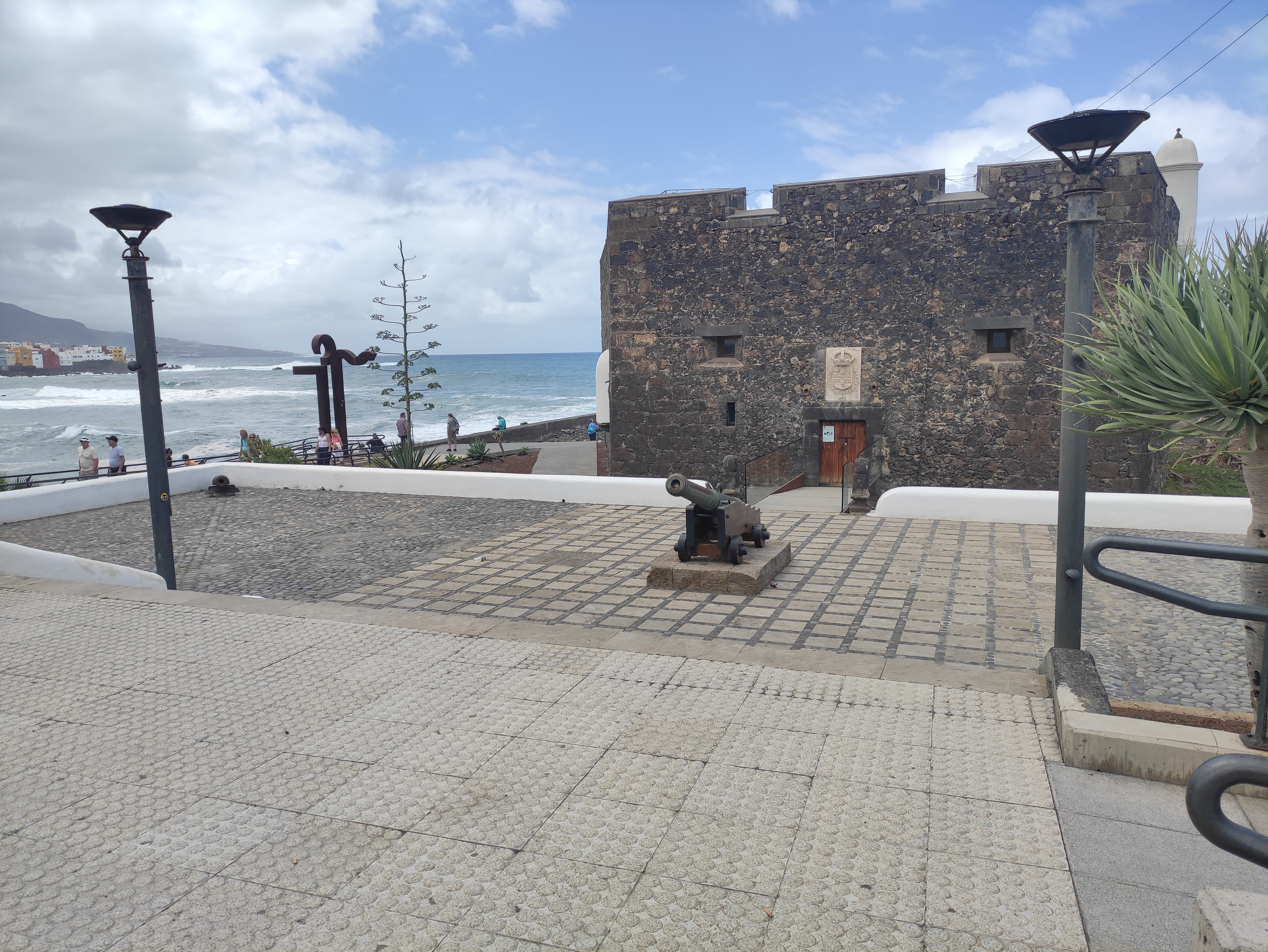
Výhled na oceán
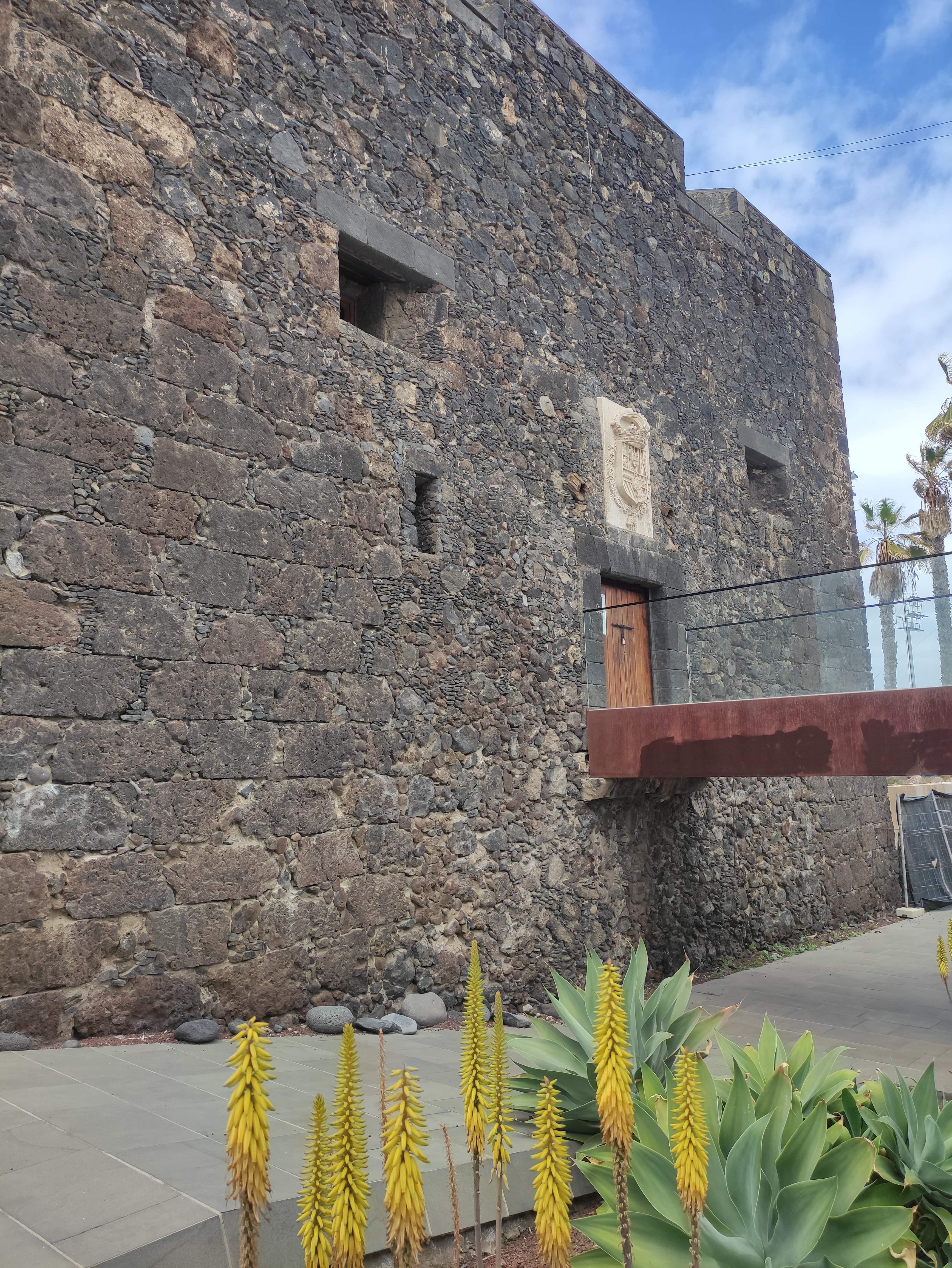
Vchod
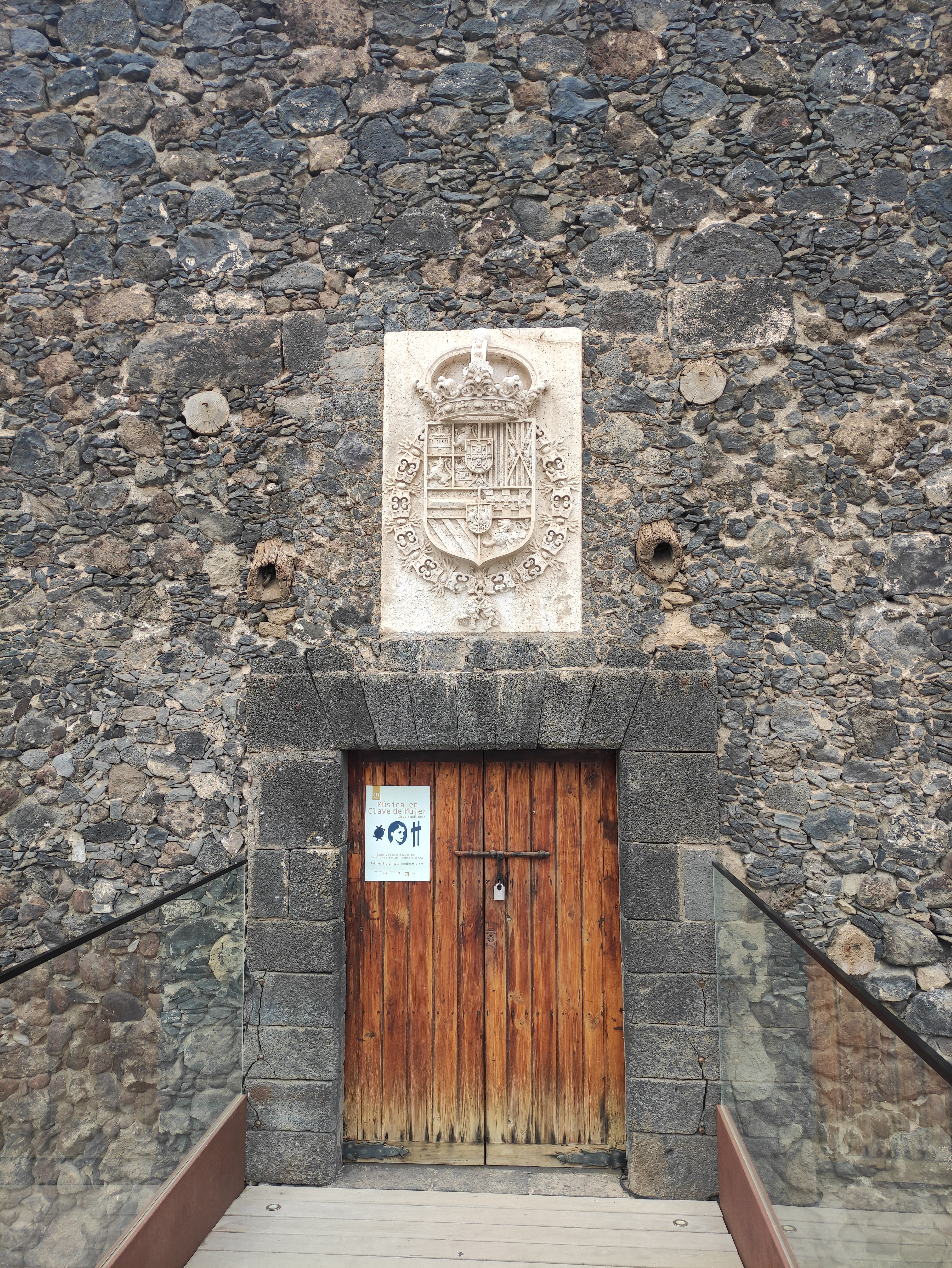
Vchod
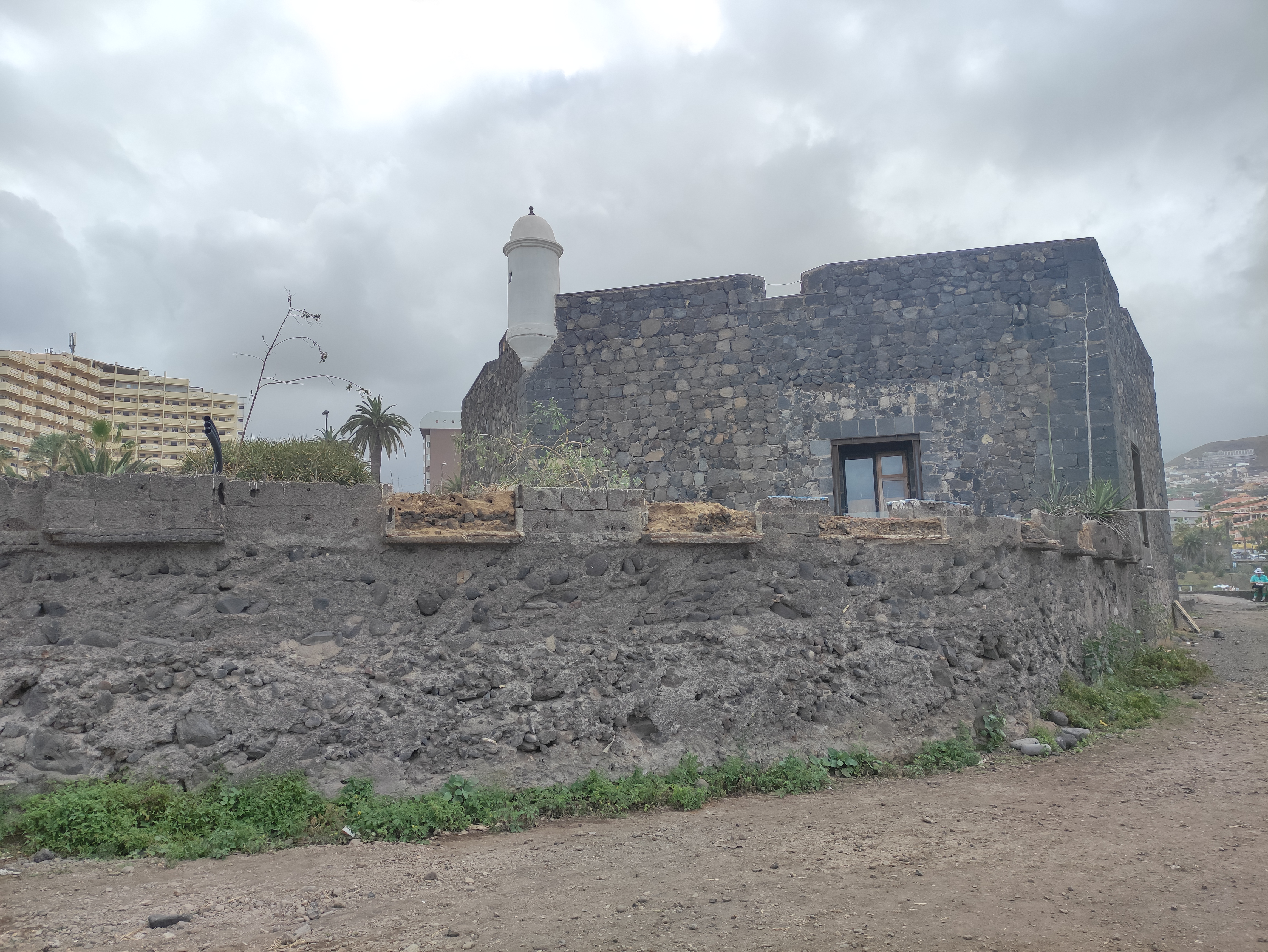
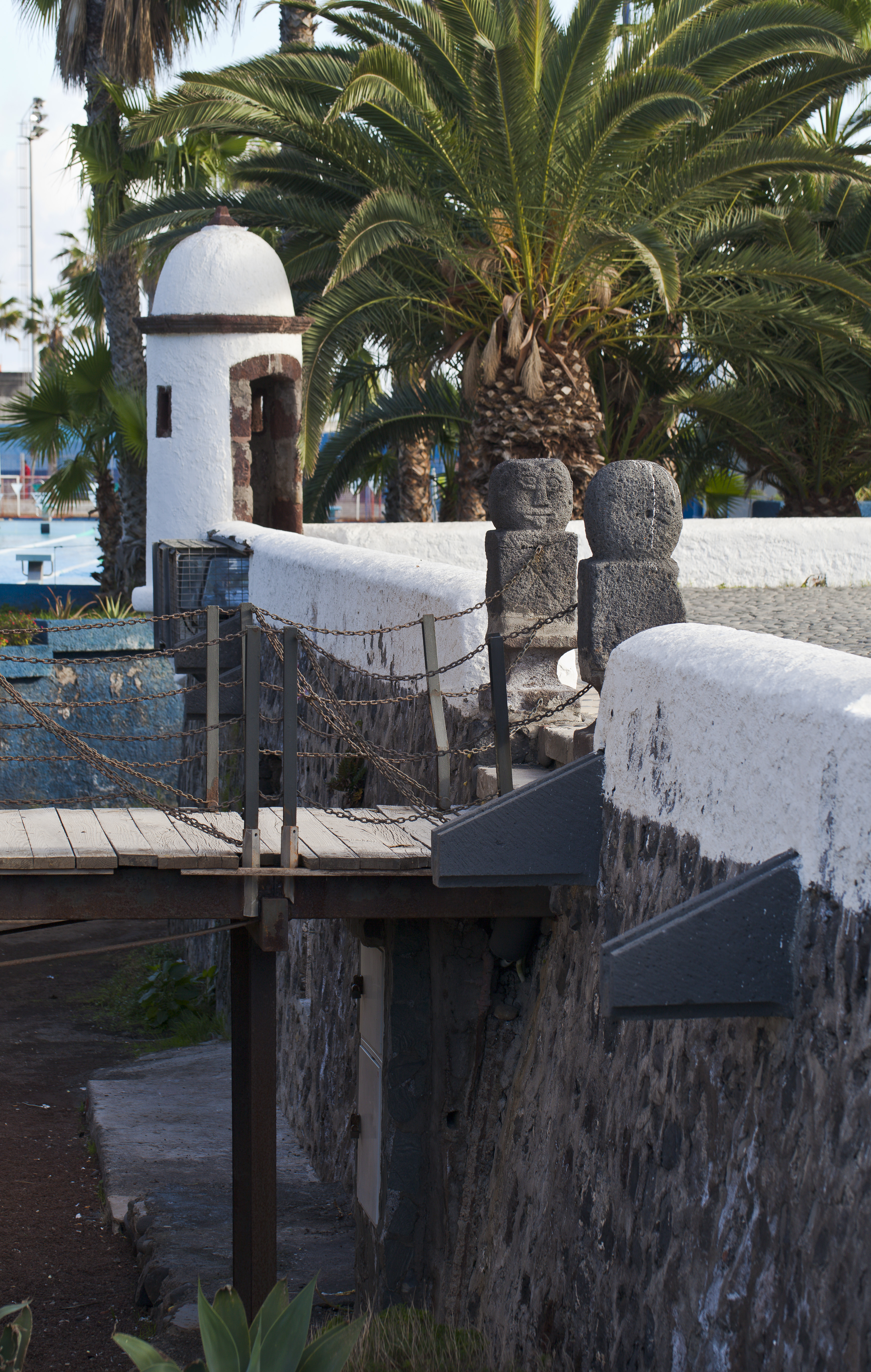
Bývalá strážní věžička
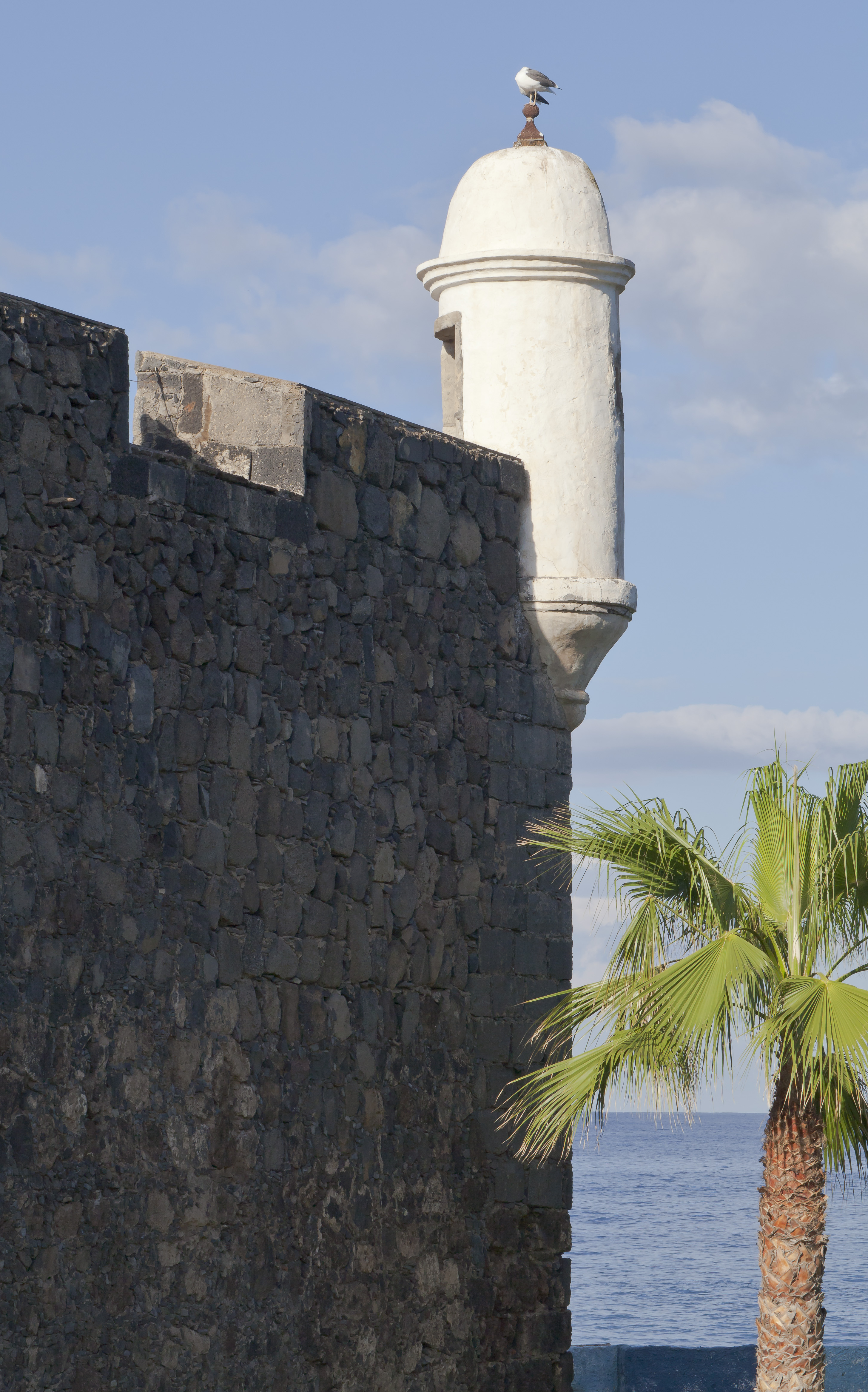
Bývalá strážní věžička